# Castelo Gaillard
Château Gaillard ( "Castelo Forte") é um castelo medieval em ruínas, localizado a 90 metros acima da comuna de Les Andelys com vista para o Rio Sena, no departamento de Eure na Normandia, França. A construção começou em 1196 sob os auspícios de Ricardo Coração de Leão, que era simultaneamente rei da Inglaterra e duque feudal da Normandia.